# 马克斯·霍夫 (皮划艇运动员)
马克斯·霍夫（德語：Max Hoff，1982年9月12日—），德国男子皮划艇运动员。他曾代表德国参加2008年、2012年、2016年和2020年夏季奥林匹克运动会皮划艇比赛，获得一枚金牌、一枚银牌和一枚铜牌。